# قلمروهای شمال غربی
قلمروهای شمال غربی یا نورث وست تریتوریز (به انگلیسی: Northwest Territories) (به فرانسوی: les Territoires du Nord-Ouest) که در انگلیسی با مخفف NWT یا NT و در فرانسوی با مخفف TNO نیز شناخته می‌شود، یکی از قلمروهای کاناداست و مرکز آن از سال ۱۹۶۷، شهر یلونایف است. این قلمرو با دو قلمرو دیگر کانادا، یعنی یوکان از غرب و نوناووت از شرق و سه استان بریتیش کلمبیا، آلبرتا و سَسکَچوان از سمت جنوب مرز مشترک دارد.
دریاچه گریت بر بزرگترین دریاچه کانادا نیز در این قلمرو قرار دارد.

## مساحت و جمعیت
مساحت این قلمرو حدود ۱٬۳۵۰٬۰۰۰ کیلومتر مربع و در سال ۲۰۱۳ جمعیت آن ۴۳٬۵۳۷ نفر بوده‌است که نسبت به ۲۰۱۱ ۵ درصد رشد داشته‌است. نواحی شمال غربی پرجمعیت‌ترین قلمرو در شمال کانادا است.

## تاریخ
نواحی شمال غرب، بخشی از سرزمین قدیمی شمال غرب است که در تاریخ ۱۵ ژوئیه سال ۱۸۷۰ وارد کنفدراسیون کانادا شد؛ اما مرزهای کنونی در تاریخ ۱ آوریل ۱۹۹۹، زمانی که این قلمرو با ایجاد قلمرو نوناووت در شرق به دو بخش تقسیم شد شکل گرفت.

## آب و هوا
در حالی که نوناووت عمدتاً آب و هوای توندرای قطبی دارد، نواحی شمال غربی کمی گرمتر است و دارای هر دو نوع آب و هوای تایگا و توندرا است و بسیاری از مناطق شمالی آن، بخشی از مجمع‌الجزایر قطبی کانادا است.
| شهر          | ژوئیه(°C) | ژوئیه (°F) | ژانویه (°C) | ژانویه (°F) |
| ------------ | --------- | ---------- | ----------- | ----------- |
| فورت سیمپسون | ۲۴/۱۱     | ۷۵/۵۲      | −۲۰/−۲۹     | −۴/-۱۹      |
| یلونایف      | ۲۱/۱۳     | ۷۰/۵۵      | −۲۲/−۳۰     | −۷/−۲۱      |
| اینوویک      | ۲۰/۹      | ۶۷/۴۸      | −۲۳/−۳۱     | −۹/−۲۴      |
| ساکس هاربر   | ۱۰/۳      | ۵۰/۳۸      | −۲۴/−۳۲     | −۱۲/−۲۵     |